# Spornlose Akelei

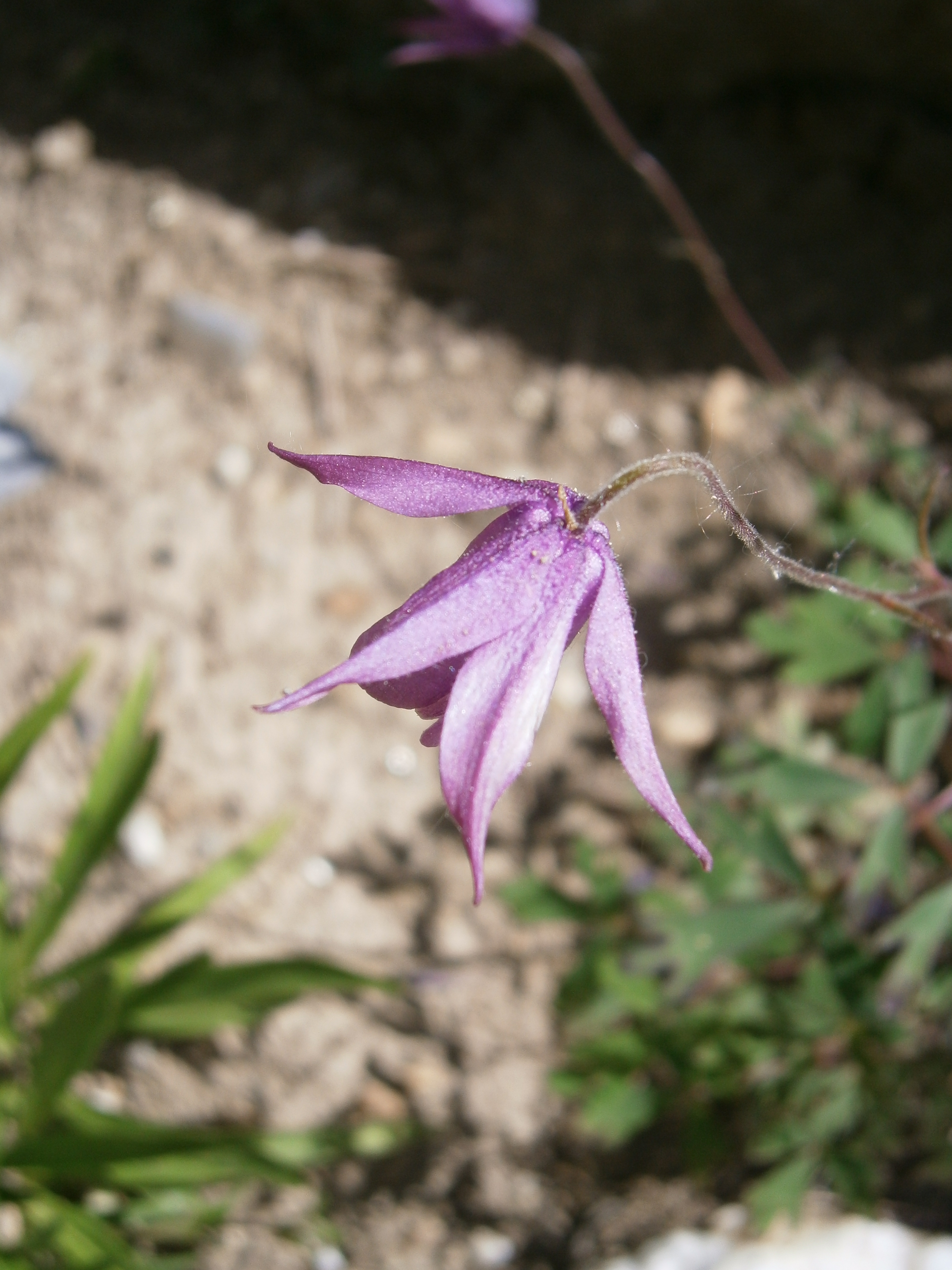
Blüte

Die Spornlose Akelei (Aquilegia ecalcarata) ist eine Pflanzenart aus der Gattung der Akeleien (Aquilegia). Sie wird von manchen Autoren auch in die Gattung Semiaquilegia gestellt (Semiaquilegia ecalcarata (Maxim.) Sprague & Hutch.)

## Merkmale
Die Spornlose Akelei ist eine ausdauernde, krautige Pflanze, die Wuchshöhen von 20 bis 60, selten bis 80 Zentimeter erreicht. Die Blüten sind meist weinrot bis purpurn, seltener auch beinahe weiß und aufrecht oder seltener nickend. Die Kelchblätter sind 10 bis 14 Millimeter lang und 4 bis 6 Millimeter breit. Die Nektarblätter, ohne Sporn, sind halb aufrecht und fast so lang wie die Kelchblätter. Die Staubblätter sind halb so lang wie die Nektarblätter. Die schmalen Staminodien sind mehr oder weniger spitz. Die Staubbeutel sind dunkel. Die Fruchtblätter sind leicht behaart.
Die Blütezeit reicht von Juni bis Juli. Es werden geschnäbelte Balgfrüchte gebildet.

## Vorkommen
Die Art komm in Zentral- und Ostchina vor in den Provinzen Gansu, Guizhou, Henan, Hubei, Ningxia, Qinghai, Shaanxi, Sichuan und dem östlichen Xizang vor. Sie wächst in Wäldern, Gebüschen, Grasfluren und an Straßenrändern in Höhenlagen von 1800 bis 3500 Meter.

## Nutzung
Die Spornlose Akelei wird selten als Zierpflanze für Steingärten und Gehölzränder genutzt. Sie ist mindestens seit 1915 in Kultur.

## Belege
- Eckehart J. Jäger, Friedrich Ebel, Peter Hanelt, Gerd K. Müller (Hrsg.): Rothmaler Exkursionsflora von Deutschland. Band 5: Krautige Zier- und Nutzpflanzen. Spektrum Akademischer Verlag, Berlin Heidelberg 2008, ISBN 978-3-8274-0918-8, S. 121.